# 9010 Candelo
9010 Candelo là một tiểu hành tinh vành đai chính.